# Королевство Корсика (1736)
Королевство Корсика — недолго существовавшее королевство на острове Корсика, возникшее после того, как островитяне короновали немецкого авантюриста Теодора Штефана, барона фон Нойхофа королём Корсики.

## История
В Генуе Нойхоф познакомился с некоторыми повстанцами Корсики и ссыльными и убедил их, что он может освободить остров от генуэзской тирании, если корсиканцы признают его своим королём. С помощью бея Туниса он прибыл на Корсику в марте 1736 года с военной помощью. Островитяне, чья кампания не была успешной, избрали и короновали его. Он принял титул короля Теодора I, издал указы, включая порядок рыцарства, и пошёл войной на генуэзцев, сначала с некоторым успехом. Но противостояние между повстанцами вскоре привело к их поражению. Генуэзцы поставили цену на его голову и опубликовали отчёт о его красочном прошлом, и он оставил Корсику в ноябре 1736 года, якобы искать внешнюю помощь. После, прощупав возможность защиты от Испании и Неаполя, он отправился в Голландию, где был арестован за долги в Амстердаме.
Теодор несколько раз пытался вернуться на Корсику, но объединённые генуэзские и французские войска продолжали оккупировать остров. В 1749 году он прибыл в Англию, чтобы искать поддержку, но в конце концов опять впал в долги и был заключён в тюрьму для должников в Лондоне. В 1755 он вышел на свободу, объявив себя банкротом. Умер в Лондоне в 1756 году.